# 岐阜市立岐阜特別支援学校
岐阜市立岐阜特別支援学校（ぎふしりつ ぎふとくべつしえんがっこう）は、岐阜県岐阜市にある知的障害者のための特別支援学校。2008年4月1日に岐阜養護学校から岐阜特別支援学校に改名した。

## 学校概要
- 創立 1963年（昭和38年）
- 学部
  - 小学部
  - 中学部
  - 高等部
    - 普通コース
    - 工業コース
- 所在地 岐阜市小西郷3-120-2
- 教育目的
  - 一人一人の能力や特性等に応じた知識・技能を伸ばし、互いに助け合いながら生活の自立を図ることのできる健康でたくましい児童生徒の育成を目指す。

## 沿革
- 1963年　岐阜市立加納小学校・岐阜市立加納中学校の特殊学級を、独立校の岐阜市立加納養護学校として設立。加納小学校の校舎の一部を使用。小学部を設置。
- 1965年 岐阜市下川手に独立校舎が完成し、移転。
- 1966年 岐阜市立岐阜養護学校に改称する。岐阜市七郷に新校舎完成。下川手校舎と七郷校舎の2個所体制となる。
- 1974年 中学部を設置する
- 1980年 小中学部を七郷校舎へ移転。七郷校舎を本校とする。下川手校舎に高等部を設立し、下川手校舎は岐阜市立岐阜養護学校下川手分校に改称する。
- 1993年　岐阜市小西郷に新校舎が完成。高等部が移転。下川手分校は廃止となる。岐阜市立養護学校（七郷）と岐阜市立岐阜養護学校高等部（小西郷）となる。
- 2004年 小中学部と高等部を統合。全学部が現在地（小西郷）となる。
- 2008年4月1日 岐阜養護学校から岐阜特別支援学校に改名。
- 2013年11月24日　創立50周年式典を行う。

## アクセス
- 岐阜バス 「岐阜特別支援学校」バス停下車すぐ。